# 4860 Ґуббіо
4860 Ґуббіо (4860 Gubbio) — астероїд головного поясу, відкритий 3 березня 1987 року.
Тіссеранів параметр щодо Юпітера — 3,339.